# Nomadmatta

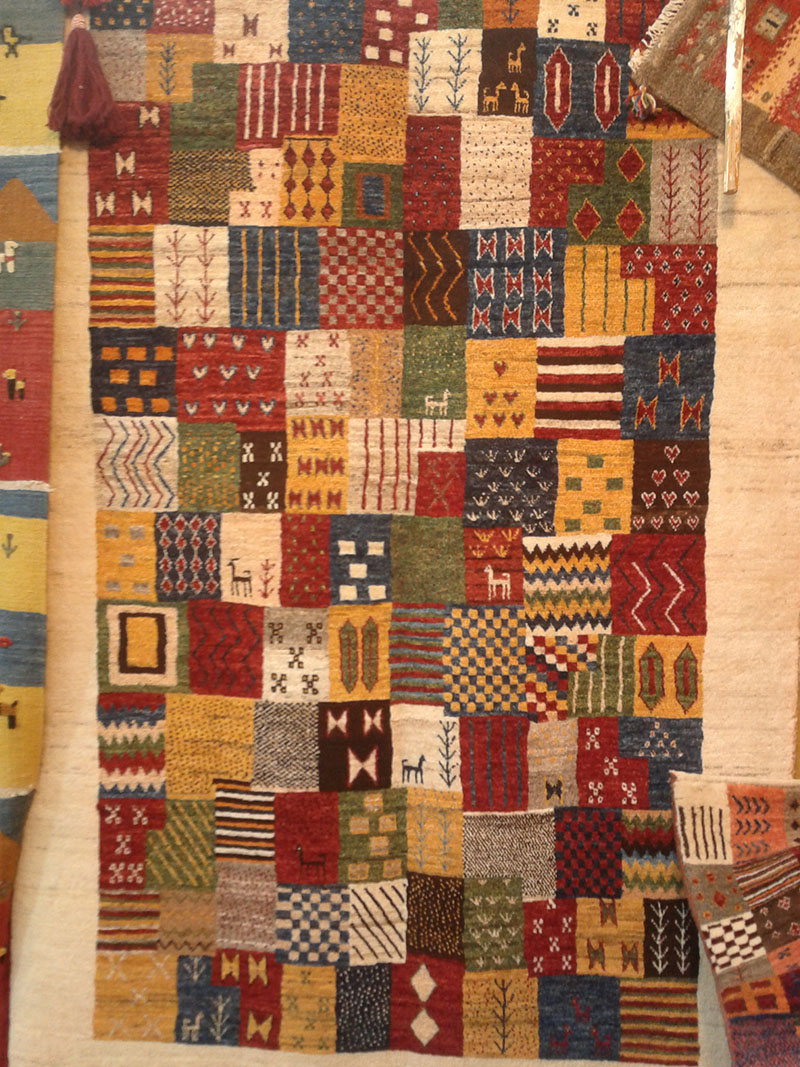
Gabbehmatta från Iran

Nomadmatta är en kategori av orientalisk matta. Hantverksmässigt tillverkade orientaliska mattor brukar klassificeras efter i vilken miljö de tillverkats, i fyra kategorier: hovmanufakturmatta, stadsmatta, bymatta och nomadmatta. 
Nomadmattan är den mattyp, som tillverkas under de enklaste förhållandena och med de mest lokala råvarorna. Således kan de till exempel inte tillverkas i stora storlekar, på grund av storleksbegränsningar på de vävstolar som kan användas under nomadiska eller halvnomadiska förhållanden.
Nomader i många länder i det så kallade "mattbältet" från Marocko i väst till Kina använder överskottet av ull, framför allt av får och getter, till textiltillverkning för avsalu. Bland annat görs handknutna mattor, kelims, täcken och väskor. Vävningen sker på horisontella vävstolar och med mönster som ärvts ned mellan generationerna under långa tider. Vävarna utgår normalt från mönster och motiv som de tar från sitt eget minne.
Knuttätheten är generellt lägre för nomadmattor än för mattor i de andra kategorierna. Vissa nomadfolk, som turkmener i Iran, har dock utvecklat förfinad teknik för sina nomadmattor.

## Nomadmattor i Iran
Iran är ett av de länder som har störst produktion av nomadmattor. I staden Shiraz omgivningar bor Qashqaifolket, den största nomadpopulationen i Iran. Väster on Isfahan lever bakhtiarer och norr därom lurer. I gränstrakterna mellan Iran, Pakistan och Afghanistan bor balucherna.

## Gabbeh
Huvudartikel: Gabbeh
Gabbeh är en typ av obeskurna persiska nomadmattor, oftast ungefär 90 gånger 150 centimeter stora och primitivt mönstrade och tjockare än de flesta andra persiska mattor. De är vanligen tillverkade av Qashqainomader från Zagrosbergen i sydvästra Iran, men även av kurder och lurer från samma område. De kännetecknas av en abstrakt design vilken bygger på öppna färgade fält och lekfullhet med geometrin. Mönstren är ofta enkla och har få dekorativa inslag, de vanligaste sådana är djurmotiv inom rektanglar.

## Abrash
Huvudartikel: Abrash
Ett fenomen som ofta kan förekomma i nomadmattor är abrash, variationer i ett färgfält, vilket typiskt åstadkommits av ett byte från en omgång färgad ull till en annan vid vävning av ett större fält i en färg, eftersom färgningen av ull i nomadmiljö normalt sker i liten skala och infärgningen något varierar från bad till bad.

## Bildgalleri

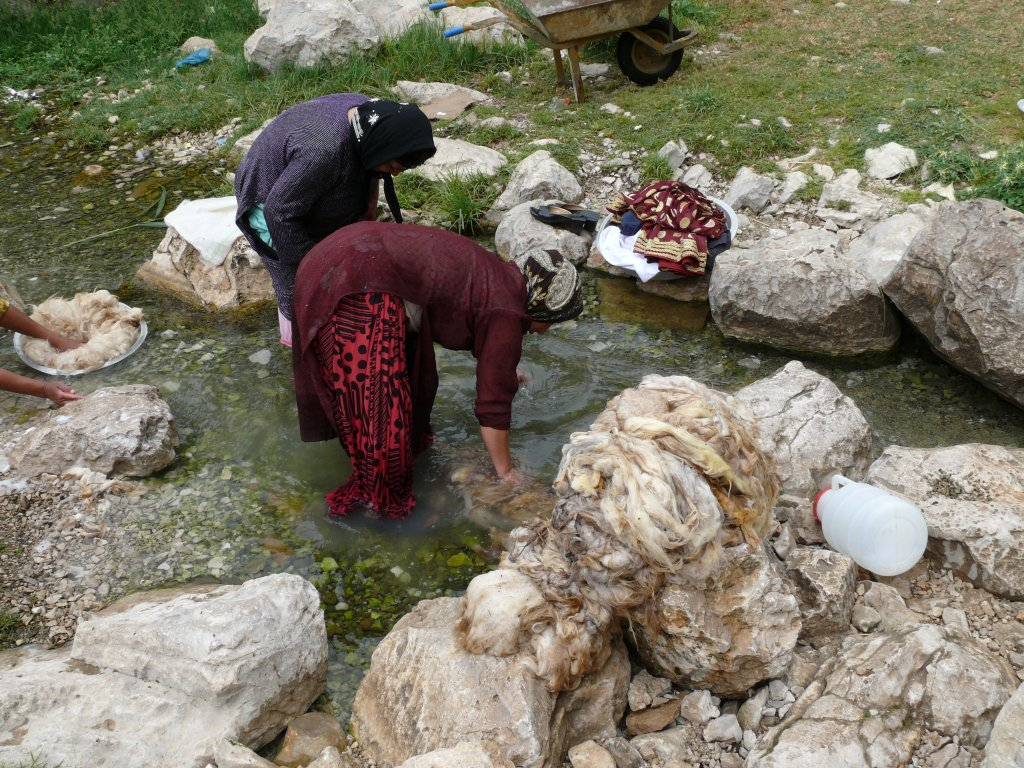
Qashqaïkvinnor som tvättar ull i en källa i Sarab Bahram (Cheshm-e Sarab Bahram) i regionen Noorabad i provinsen Fārs i Iran
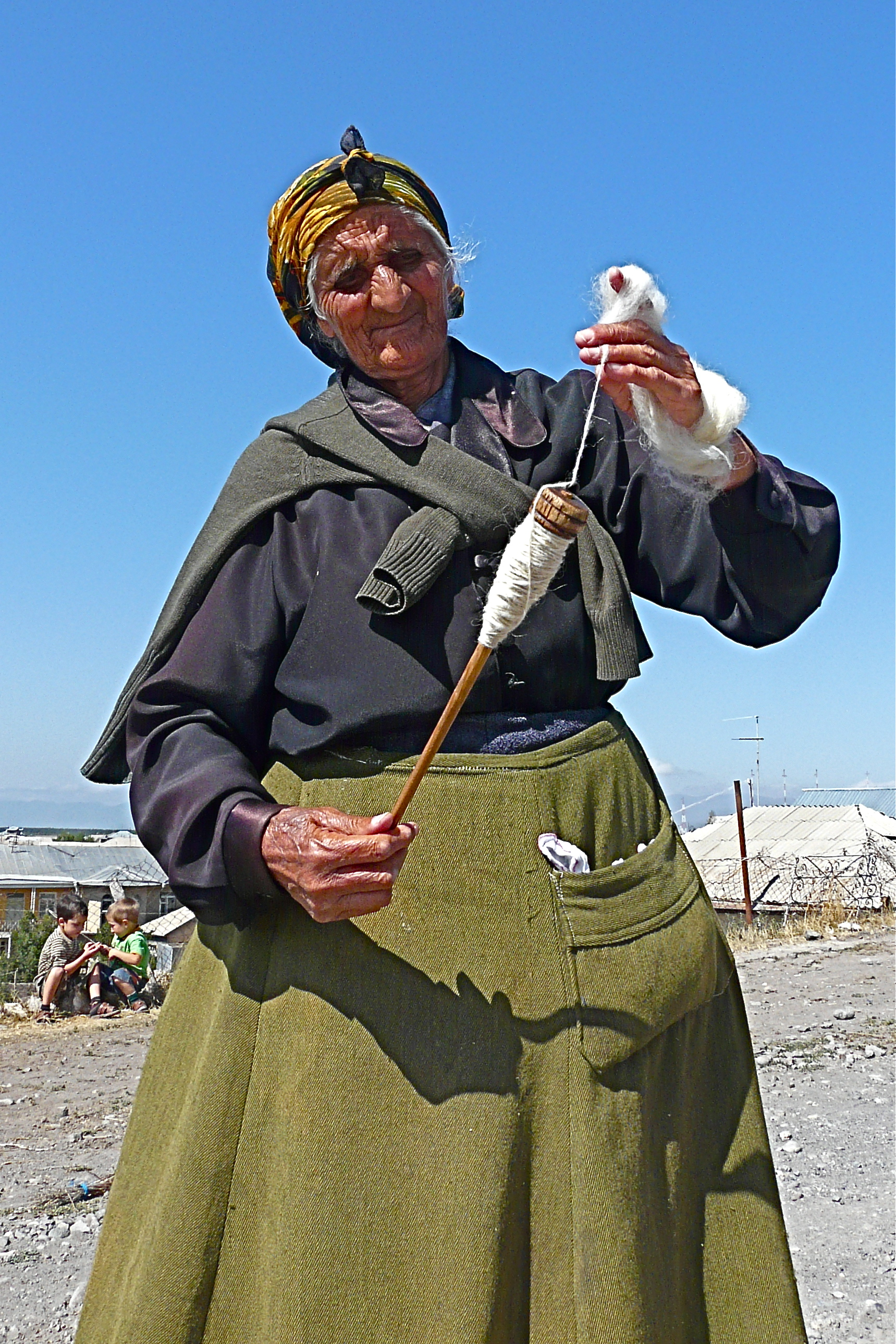
Armeniska med en slända i Noraduz i Armenien
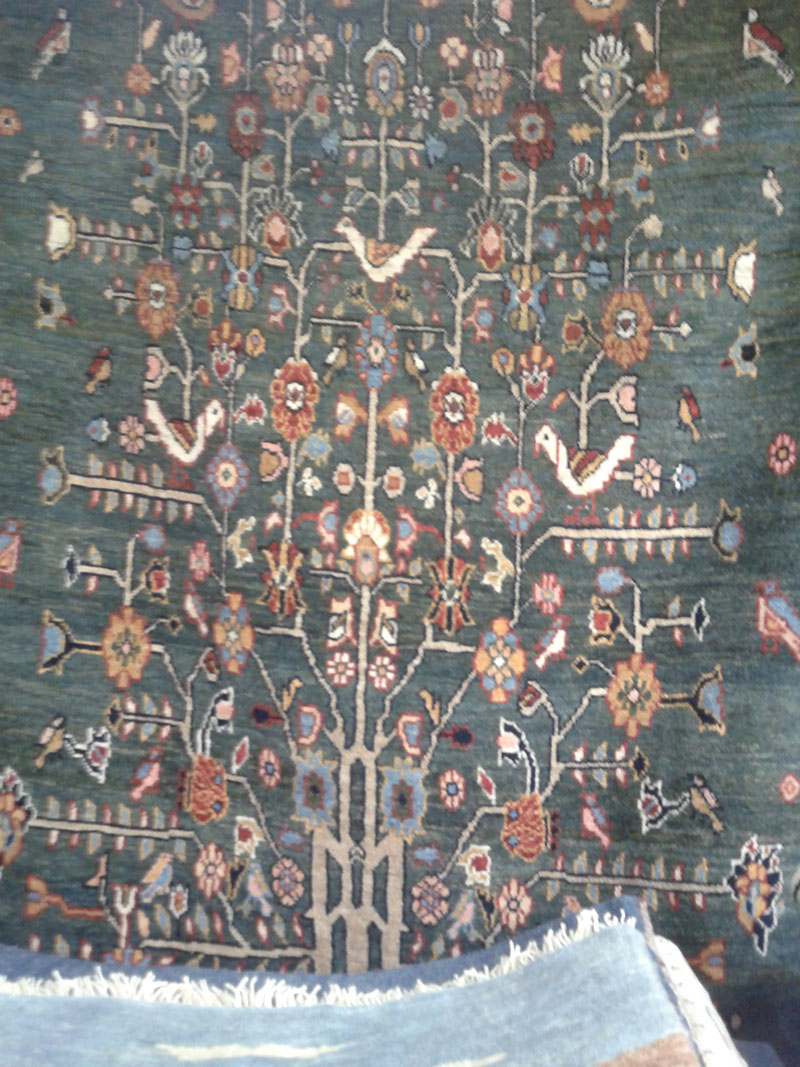
Gabbehmatta i Iran
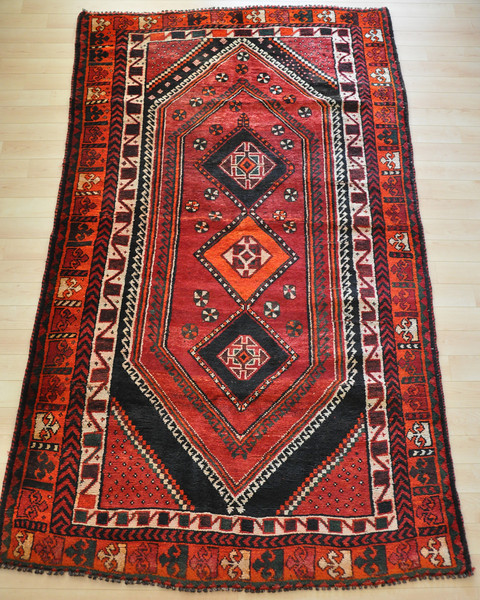
Qashqaimatta
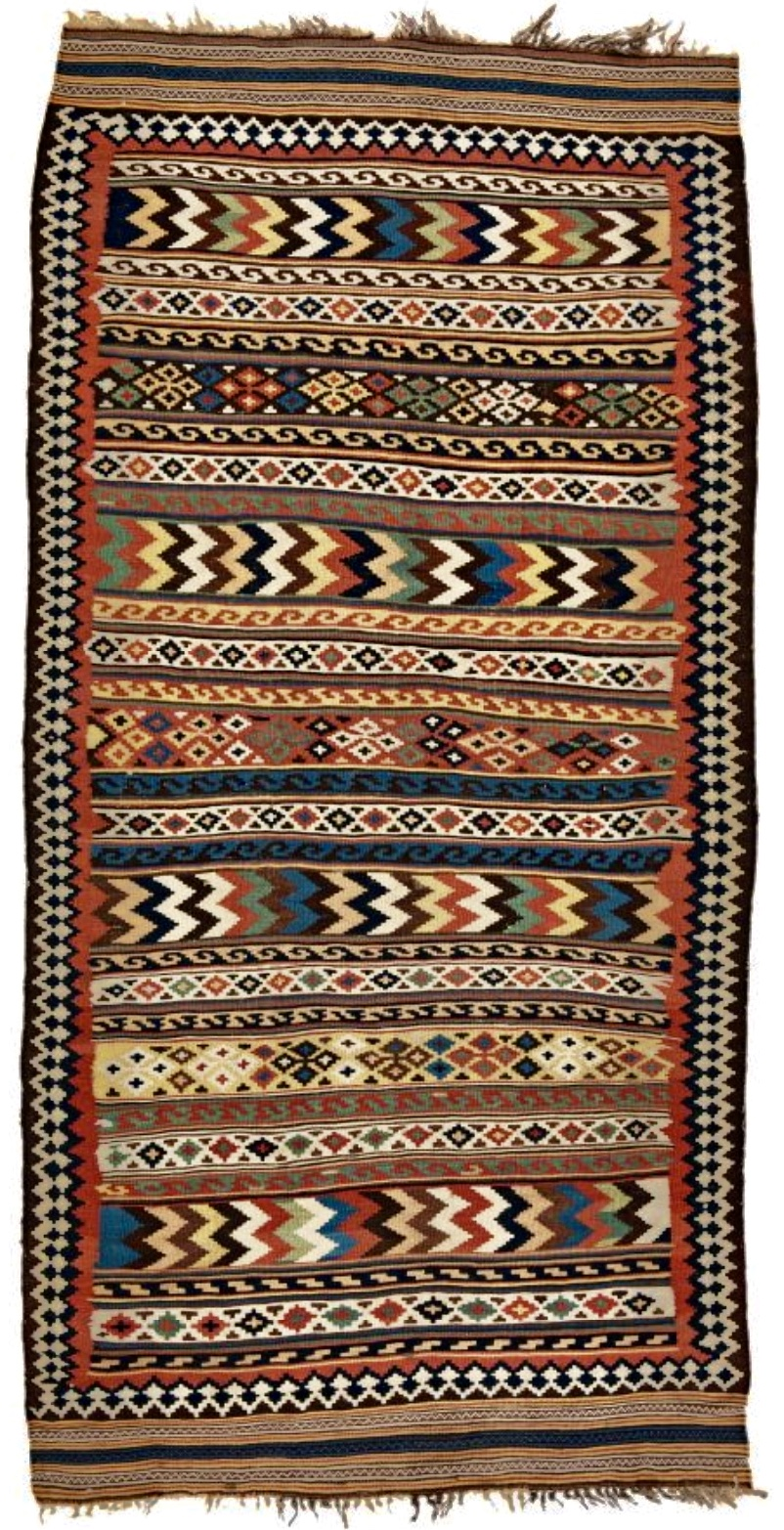
Kelimmatta från Qashqai
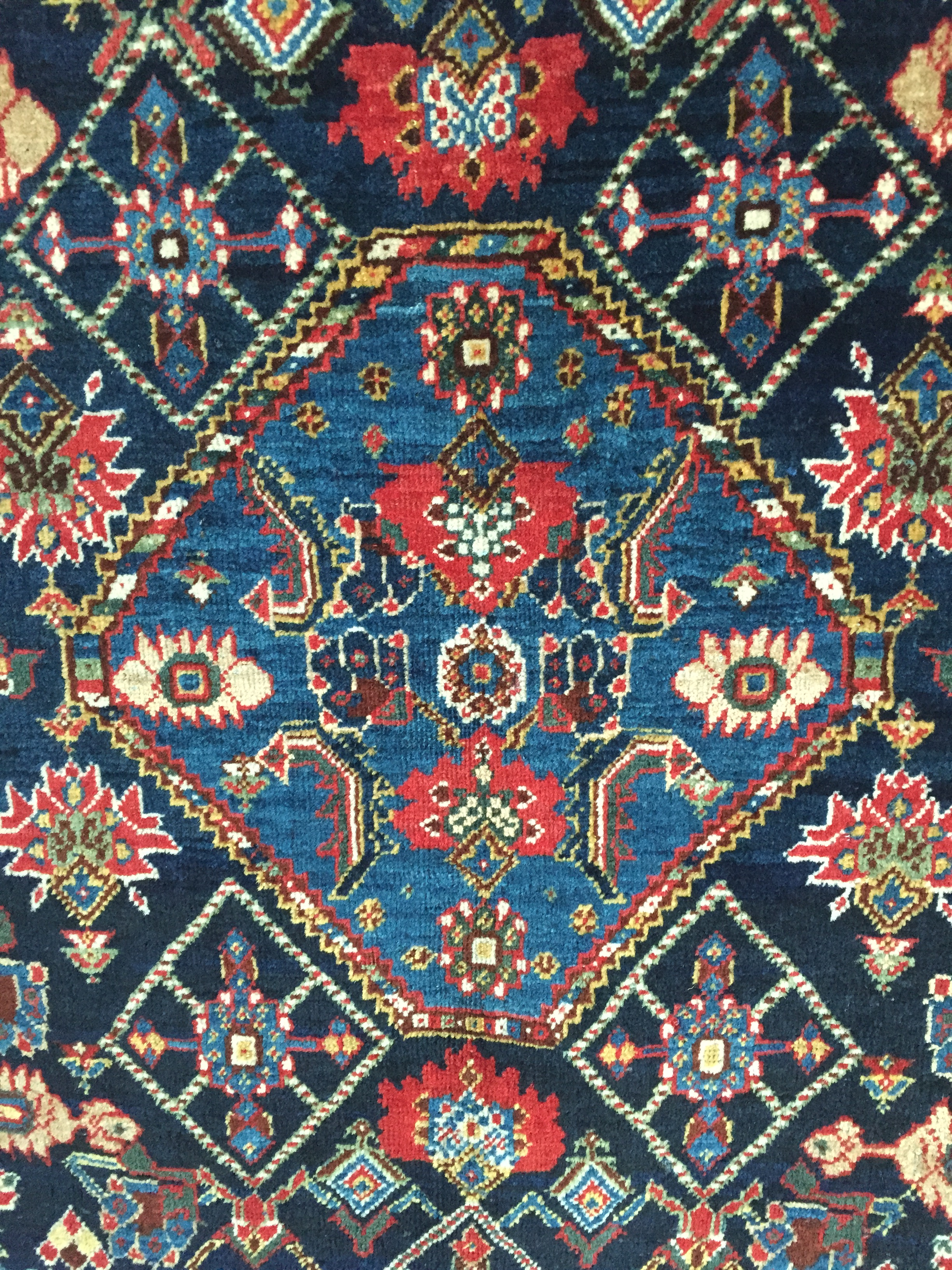
Abrash i matta från södra Iran, förmodligen Qashqai, från sent 1800-tal